# 拉市海

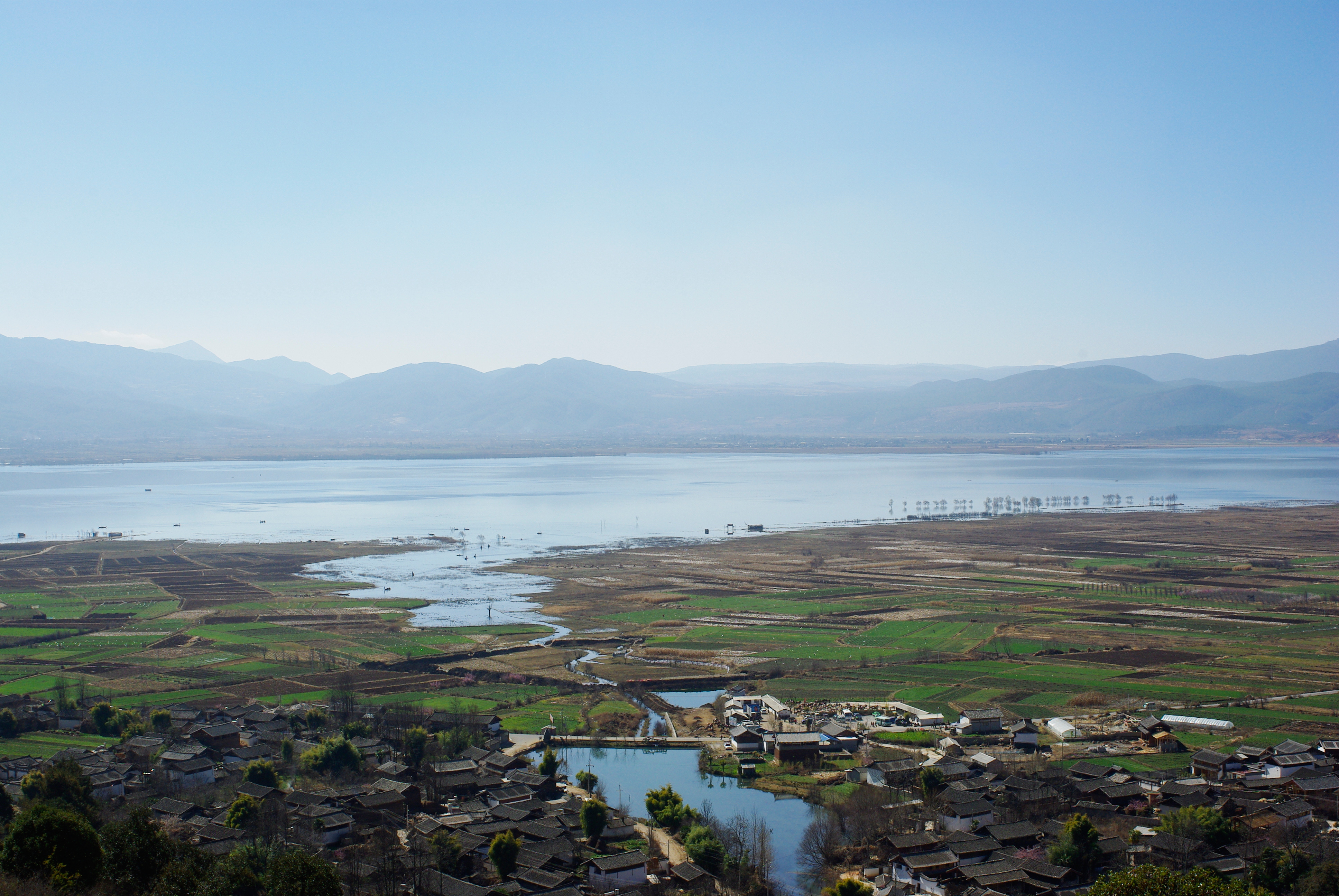
拉市海

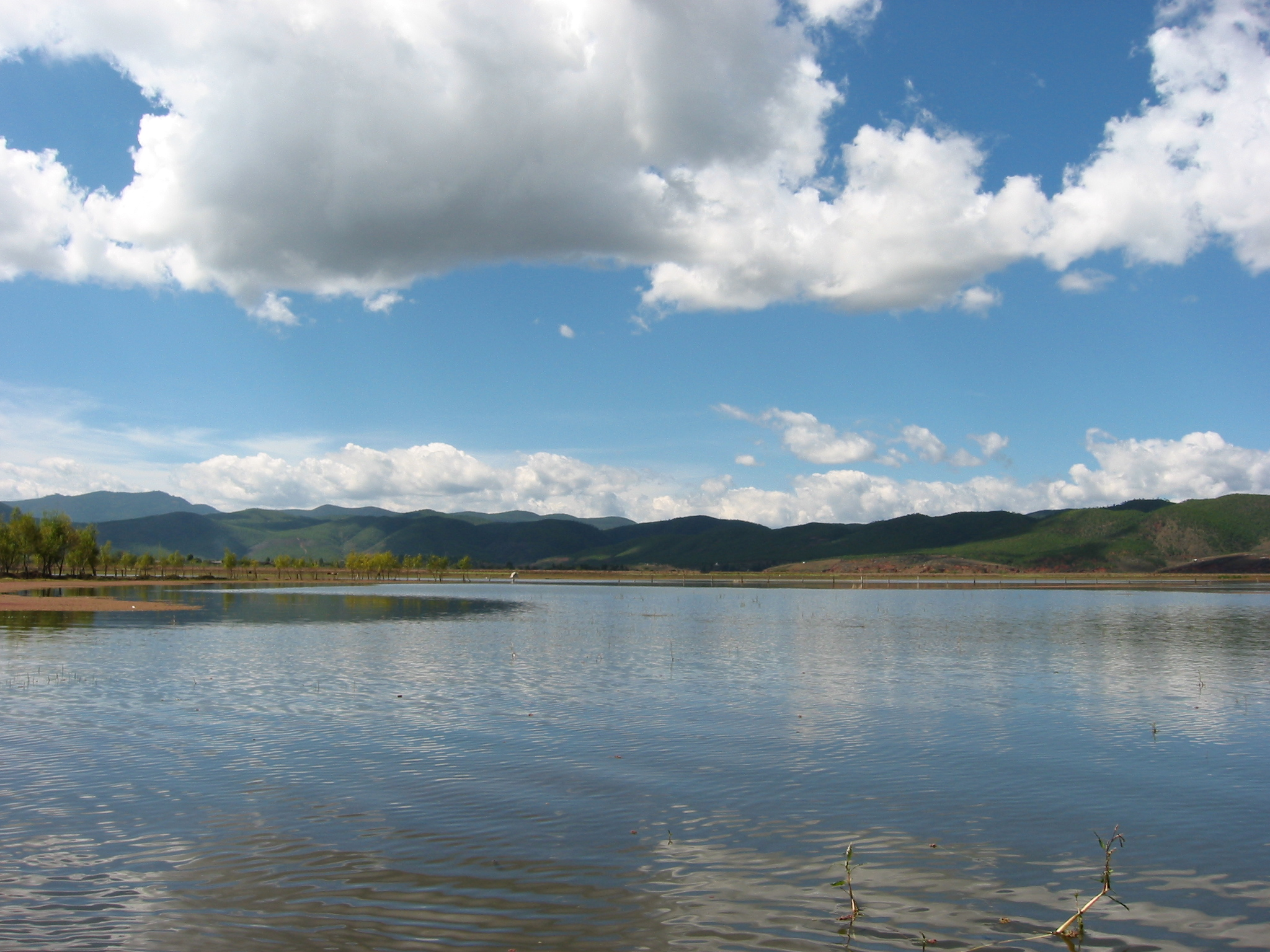
拉市海

拉市海（亦称拉什海，纳西族语音译，原意为老虎海）是云南丽江拉市海高原湿地省级自然保护区的核心部分，位于中国云南省丽江市西面8公里处的拉市坝中部，玉龙雪山东南坡。“拉市”为古纳西语译名，“拉”为荒坝，“市”为新，意为新的荒坝。拉市海是著名的候鸟聚集地，每年冬天约有两万多只候鸟会在此处过冬。

## 地理构造
这里原为滇西北古地槽的一部分，中生代燕山运动时榴皱隆起成陆 ，至中新世成为一个准平原，随着横断山脉造山运动的发展，到上新世末至更新世初，这个准平原又分割成三个相对高差在100米至200米的高原山间盆地 ，即拉市坝、丽江坝、七河坝。拉市坝是其中最高的坝子，坝中至今仍有一片水域，便称拉市海。
拉市海面积为5330公顷，湖面海拔2437米，与同在拉市海湿地保护区的文海皆是横断山脉的多次构造变动形成的高原山间盆地的冰蚀湖。保护区内还有人工修筑的吉子水库和文笔水库。
拉市海实为断层构造湖，同时又受石灰岩溶蚀构造作用而成。入湖地表水源有南侧的清水河和北侧的美泉河。水文汇水面积265.6平方公里，湖水原从西北侧的溶洞泄出。过去 ，湖面季节变化显著，雨季水位高，最大蓄水量1.8亿立方米，水面9平方公里，水深可达9米;干季水位下降，甚至干涸。
80年代以来，先后兴修水利，在落水洞前筑起了一个高大的堤坝，海水再也无法随意流去，而是从海东黄山哨打通的输水隧道，流入丽江城区。拉市海由季节湖变成了保持一定水位的高原湖泊 ，如镜的湖面倒映着玉龙雪山，越冬水鸟安然栖息，构成高原湿地特有的气息。但是近年来也有人认为该水坝的修建及修建后的执行不力导致了一定程度的环境问题。

## 拉市海湿地保护区
拉市海湿地保护区于1998年6月正式批准建立，总面积6523公顷，其中拉市海占5330公顷。位于北纬26度44分至27度00分，东经100度05分至100度13分之间。
拉市海的汇水面积为265.6平方公里，径流面积215.7平方公里，年平均产水量7680万立方米，相对容积380-1840万立方米。湖底高程为2436.2米，常年水位高程2440.5米。
保护区处于低纬高原气候区，属山地暖温带，年平均气温11.8摄氏度。最高月七月18摄氏度，最低月一月3.9摄氏度。降雨一般集中在六至九月，年降水量 在800至1000毫米之间。年蒸发量1200毫米，其中陆面蒸发量为500至600毫米。干季平均相对湿度在45-69%，湿季在59-83%，年平均湿度63%。
全年日照时数为2500—2750小时，年总计輻射热量为146。5千卡/平方厘米，日照率达60%。　
拉市坝（坝：山间盆地的意思）的现作耕作土壤主要是湖积、冲积、冰水沉积和残积物组成，让要是冲积土和水稻土。汇水而积内的森林土壤有红壤、棕壤、暗棕壤，随海拔变化分布不同。

## 动植物
据调查，目前在拉市海湿地共有鸟类57种，每年来此越冬的鸟类有3万只左右，其中特有珍稀濒危鸟类9种，包括青藏高原特有鸟类斑头雁，国家一级保护鸟类中华秋沙鸭、黑颈鹤、黑鹤等。
拉市海有7种鱼类，生长着47种水生植物种，其中的海菜花属国家三级保护植物。

## 人口
保护区内有纳西族、彝族、白族、傈僳族、藏族、苗族、普米族、回族、傣族、水族、汉族等十一个民族，其中纳西族占94.8%。人口密度为54人/平方公里。

## 产业
农业用地1848.1公顷，占总面积的28.3%。保护区人均占有耕地2。9亩，主要产玉米、小麦、水稻、蚕豆、土豆及蔬菜、油料作物。畜牧业主要以养猪、牛、羊为主。
林业用地为3169.9公顷，占总面积的4.6%。